# Gremi

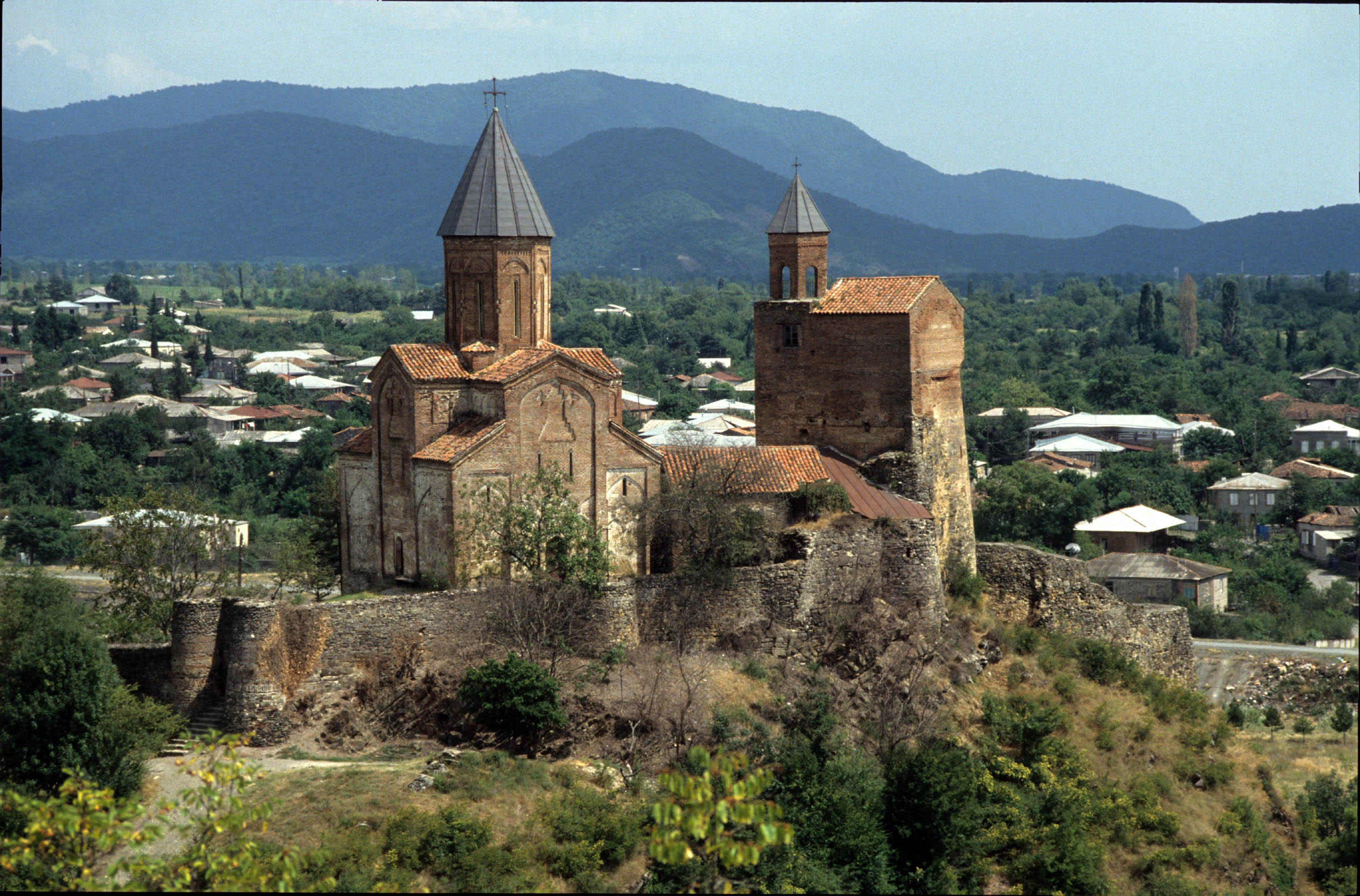
Gremi – na wzgórzu cerkiew świętych Archaniołów, dzwonnica i zamkowa wieża

Gremi (gruz.: გრემი) – jeden z najważniejszych zabytków architektury gruzińskiej, dawna stolica królestwa Kachetii usytuowana 175 km na wschód od Tbilisi. 

## Historia i architektura

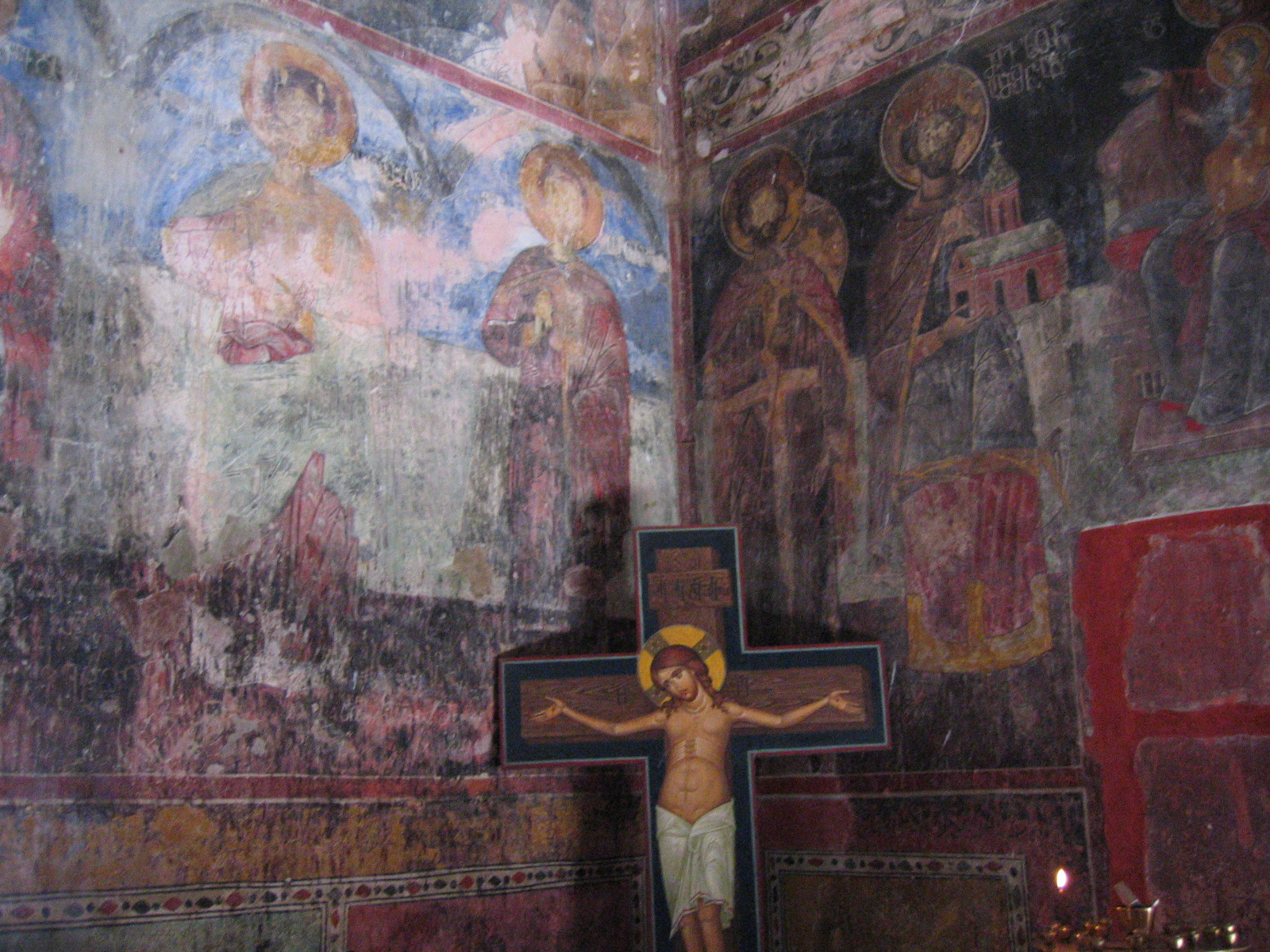
Freski na ścianach cerkwi, czwarta postać od lewej przedstawia króla Lewana, założyciela Gremi

Gremi, założona przez króla Lewana, w XVI i XVII w. była stolicą królestwa Kachetii. Miasto istniało jedynie 150 lat. W 1616 roku rozgrabione i zniszczone przez pułk Szacha Abbasa I nigdy nie odzyskało dawnej świetności. W połowie XVII w. królowie Kachetii przenieśli stolicę do pobliskiego Telawi.
Ruiny miasta zajmują około 50 ha. Na wzgórzu uchowała się świątynia, wieża zamkowa, dzwonnica oraz piwnica na wino (marani).
Wykopaliska archeologiczne wskazują, że miasto składało się z trzech części. Część środkową stanowiła cytadela, na zachód od niej znajdowało się targowisko, a wschodnią część zamieszkiwał król ze swoją świtą. Górująca dziś nad ruinami cytadela składa się z dzwonnicy, świątyni i murów twierdzy. Cerkiew Mtawar Angelozi (świętych Archaniołów), jak można wywnioskować z napisu umieszczonego nad jej zachodnim wejściem, została wybudowana w 1565 roku przez króla Lewana; w 1577 roku w kościele wykonano freski. 
Świątynię zbudowano na planie czworokąta, z trzech stron posiada wejścia, wschodnia część zakończona jest apsydą. Cegła, z której wykonano cerkiew stanowi element dekoracyjny. Każda fasada jest podzielona na trzy części wykończone arkadami, z czego środkowa jest najwyższa. Głównym elementem dekoracyjnym są krzyże ułożone z cegieł. Tambur kopuły podzielony jest na osiem części, z których każda wykończona została arkadami w taki sam sposób jak na fasadach. Dach cerkwi pokryto dachówkami. Na południe od niej znajduje się budowla zwana „pokojami”, stanowiąca zlepek różnych stylów architektonicznych. Od strony północnej dobudowano do niej dzwonnicę. Mury twierdzy powstawały stopniowo na przestrzeni trzech wieków, ich przebieg odpowiada kształtowi wzgórza. Do murów podprowadzony został tunel, którym transportowano wodę. Główne wejście do twierdzy znajduje się od strony północno-zachodniej. W handlowej części miasta zachowało się kilka małych cerkwi należących do osób indywidualnych lub grup handlowców.
W dzwonnicy obecnie znajduje się muzeum – umieszczono w nim kilka cennych, archeologicznych znalezisk oraz szesnastowieczną armatę; ściany dzwonnicy pokryte są malowidłami przedstawiającymi Kachijskich królów. 
Systematyczne badania archeologiczne w Gremi prowadzili A. Mamulashvili oraz P. Zak’araia w latach 1939–1949 i 1963–1967.
W 2007 roku Cerkiew Świętych Archaniołów i wieża zamkowa zostały wpisane na gruzińską listę informacyjną UNESCO – listę obiektów, które Gruzja zamierza rozpatrzyć do zgłoszenia do wpisu na listę światowego dziedzictwa UNESCO. 